# Polifonía Aragonesa
Polifonía Aragonesa (Aragonesische Polyphonie) ist eine spanische monografische Reihe mit alter mehrstimmiger Musik Aragons. 

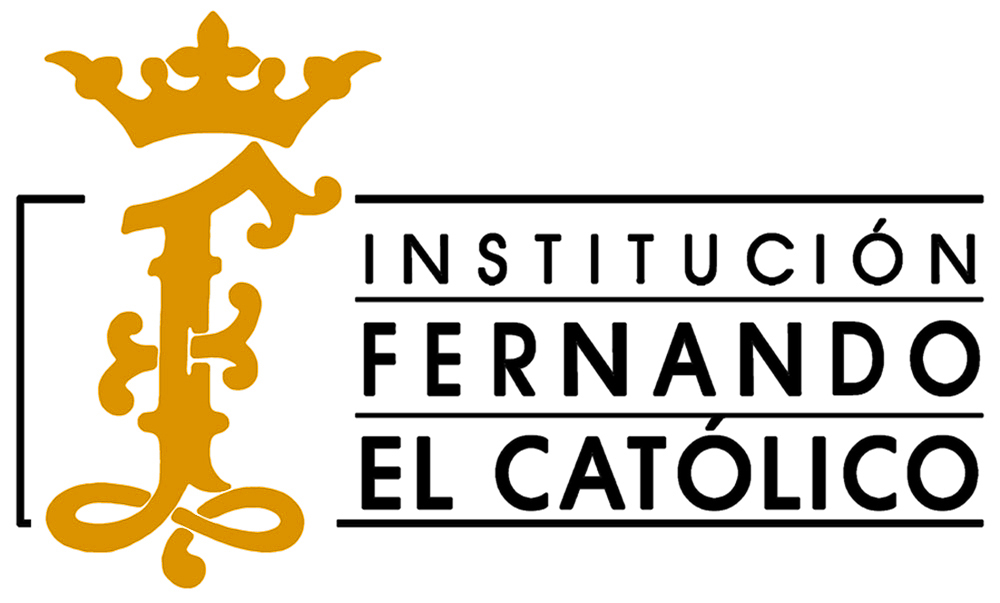
Logo der Institución Fernando el Católico (IFC)

## Kurzeinführung
Sie wird von der  Abteilung für Alte Musik des Institución Fernando el Católico in Saragossa (Secc. de Música Antigua, Dip. de Zaragoza) herausgegeben. Sie erscheint seit 1984. Verschiedene Fachgelehrte haben an ihrem Erscheinen mitgewirkt.

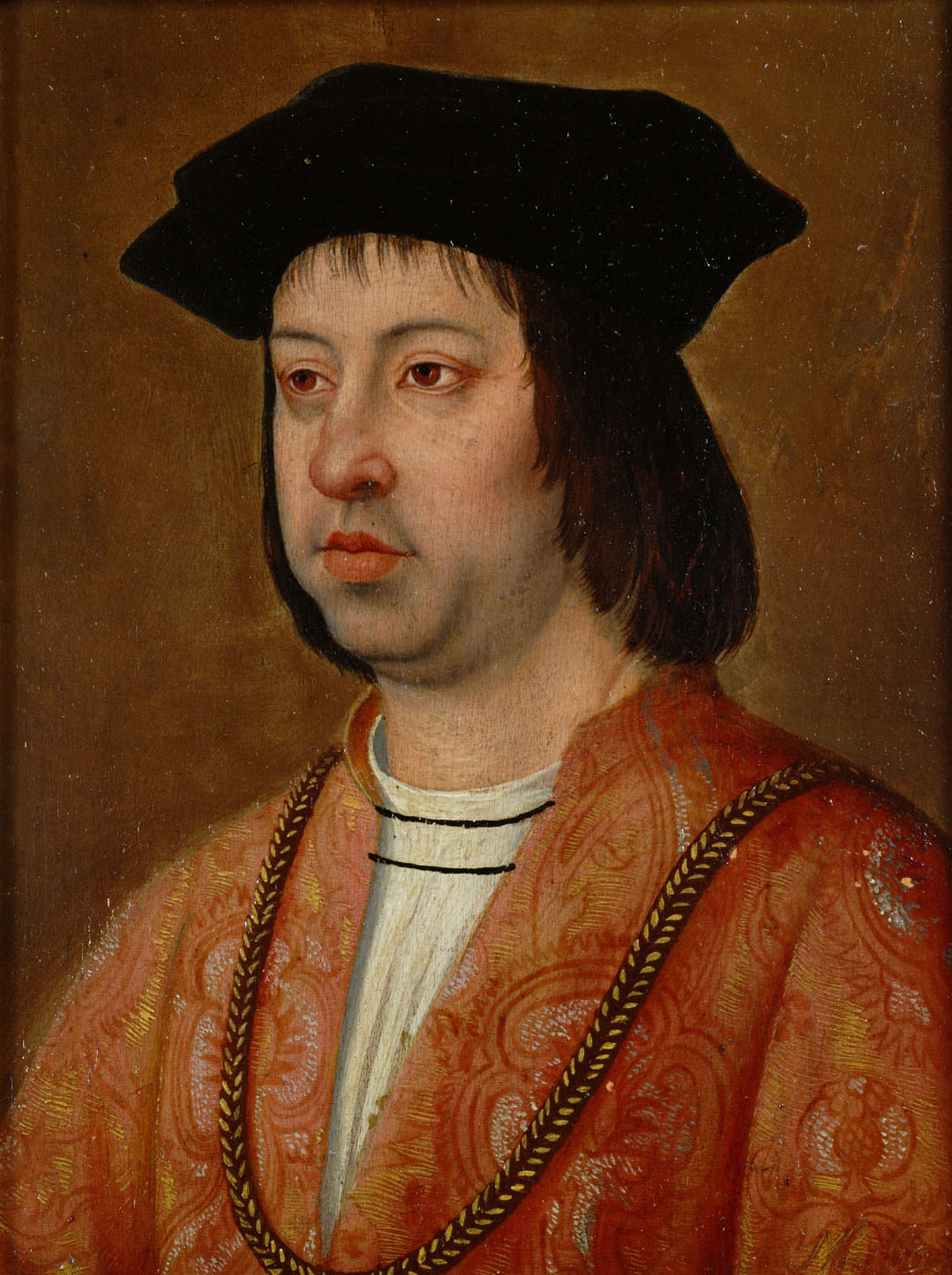
Ferdinand der Katholische (Michael Sittow, Kunsthistorisches Museum)

Sie enthält unter anderem verschiedene Werke aus der aragonesischen Schule der Polyphonie des 16. und 17. Jahrhunderts, die sich durch große Namen wie Melchor Robledo, Pedro Ruimonte, Sebastián Aguilera de Heredia und Fray Manuel Correa auszeichnete. Die Musik aus Aragon nimmt einen bedeutenden Platz in der spanischen Musikgeschichte ein.
Band 1 beispielsweise widmet sich den Meistern der Musikkapellen in Saragossa im 15., 16. und 17. Jahrhundert, Band 2 den Meistern der Musikkapelle der Stiftskirche von Daroca (Saragossa) aus dem 17. und 18. Jahrhundert, Band 3 Werken aus der Musikkapelle der Kathedrale von Albarracín (Teruel) aus dem 17. und 18. Jahrhundert und so weiter. Band 14 beispielsweise widmet sich dem Leben und Werk von Pedro Ruimonte (1565–1627) einem Musiker aus Saragossa mit dessen Lamentationes Hieremiae Prophetae Sex Vocum, die in einem Manuskript in der Stiftskirche von Albarracín aufgefunden wurden. 
Die Reihe hat es inzwischen auf 21 Bände (2022) gebracht:

## Bände
- 2022 Lamentaciones de Semana Santa. Gracián Babán (geb. ca. 1620 in Aragón?; gest. 2. Februar 1675 in Valencia) [Polifonía Aragonesa, XXI]
- 2017 Magníficat a tres y cuatro voces del ms. 2/3 (c. 1520) de la Catedral de Tarazona. Obras de Pedro do Porto, Rodrigo de Morales, Antonio Marlet, Juan de Anchieta, Pere Vila y Pedro o Alonso Hernández de Tordesillas [Polifonía Aragonesa, XX]
- 2016 Villancicos polifónicos de Ramón Féliz Cuéllar y Altarriba (1777–1833) [Polifonía Aragonesa, XIX]
- 2014 Obras de los maestros de capilla de la catedral de Jaca en el siglo XVIII [Polifonía Aragonesa, XVIII]
- 2009 Pedro de Escobar (c. 1465 – c. 1554). Missa Pro Defunctis [Polifonía Aragonesa, XVII]
- 2009 Cantada a Solo y cuatro Villancicos a 4 y 6 voces con violines y Ac. Catedral de Albarracín, siglo XVIII [Polifonía Aragonesa, XVI]
- 2007 Obras a tres voces del ms. 2-3 (ss. XV–XVI) de la catedral de Tarazona [Polifonía Aragonesa, XV]
- 2006 Lamentationes Hieremiae Prophetae sex vocum [Polifonía Aragonesa, XIV]
- 2002 Música de Atril en la colegiata de Santa María de Calatayud [Polifonía Aragonesa, XIII]
- 1997 Obra religiosa de Cámara de Mariano Rodríguez de Ledesma (1779–1847) [Polifonía Aragonesa, XII]
- 1997 Obras de Diego Llorente y Sola del Archivo de la catedral de Huesca [Polifonía Aragonesa, XI]
- 1995 Cuatro villancicos y una cantada de José de Nebra (1702–1768) [Polifonía Aragonesa, X]
- 1995 Obras de los maestros de la capilla de la colegial de Daroca (Zaragoza) en los siglos XVII y XVIII [2ª edición]
- 1995 Autores hispanos de los siglos XV–XVI de los ms. 2 y 5 de la catedral de Tarazona [Polifonía Aragonesa, IX]
- 1993 Polifonía de la Corona de Aragón, siglos XIV y XV. Ars nova de la Corona de Aragón [Polifonía Aragonesa, VIII]
- 1991 El músico aragonés Diego de Pontac (1603–1654). Maestro de Capilla de la Seo de Zaragoza (Obra polifónica conservada en el archivo de música de las Catedrales de Zaragoza) [Polifonía Aragonesa, VII]
- 1990 La tradición polifónica del Canto del «Passio» en Aragón. Pasiones de los siglos XV, XVI y XVII de las catedrales de Albarracín (Teruel), Gerona, Segorbe (Castellón) y Zaragoza [Polifonía Aragonesa, VI]
- 1988 Obras de los maestros de la capilla de música de la colegial de Borja (Zaragoza) en los siglos XVII-XIX [Polifonía Aragonesa, V]
- 1987 Seis villancicos del maestro de capilla de El Pilar don Joseph Ruiz Samaniego (1661–1670) [Polifonía Aragonesa, IV]
- 1986 Obras de la capilla de música de la catedral de Albarracín (Teruel) de los siglos XVII y XVIII [Polifonía Aragonesa, III]
- 1985 Obras de los maestros de la capilla de música de la colegial de Daroca (Zaragoza), de los siglos XVII y XVIII [Polifonía Aragonesa, II]
- 1984 Obras de los maestros de las capillas de música de Zaragoza en los siglos XV, XVI y XVII [Polifonía Aragonesa, I]
  - 1. Vexilla regis (anon., 15. jhd.)
  - 2. Hoc corpus (Melchor Robledo, gest. 1586)
  - 3. Tulerunt Dominum (Melchor Robledo, gest. 1586)
  - 4. Salve regina (Melchor Robledo, gest. 1586)
  - 5. Procul recedant (Cristóbal Cortés, gest. 1594)
  - 6. In manus tuas (Cristóbal Cortés, gest. 1594)
  - 7. I. Cum turba plurima. II. Et dum seminat (Francisco de Silos, gest. 1632)
  - 8. Liber generationis (Juan Pujol, 16.–17. Jhd.)
  - 9. Kalenda nativitatis D. N. Jesu Christi (anonym, Cristóbal Téllez?, 16. Jhd.)
  - 10. Magnificat, primus tonus. V. Vocibus. Canon in unisono (Sebastián Aguilera de Heredia, 1561–1627)
  - 11. Sancta Maria, succurre miseris (Pedro Ruimonte, 1565–1627)
  - 12. Maria, rosa candida (Francisco Berges, gest. 1702)
  - 13. Laudate pueri Dominum (Domingo Hernández, ca. 1600)
  - 14. Exortum est (salmo Beatus vir) (Domingo Hernández, ca. 1600)